# Rollstangenmaus

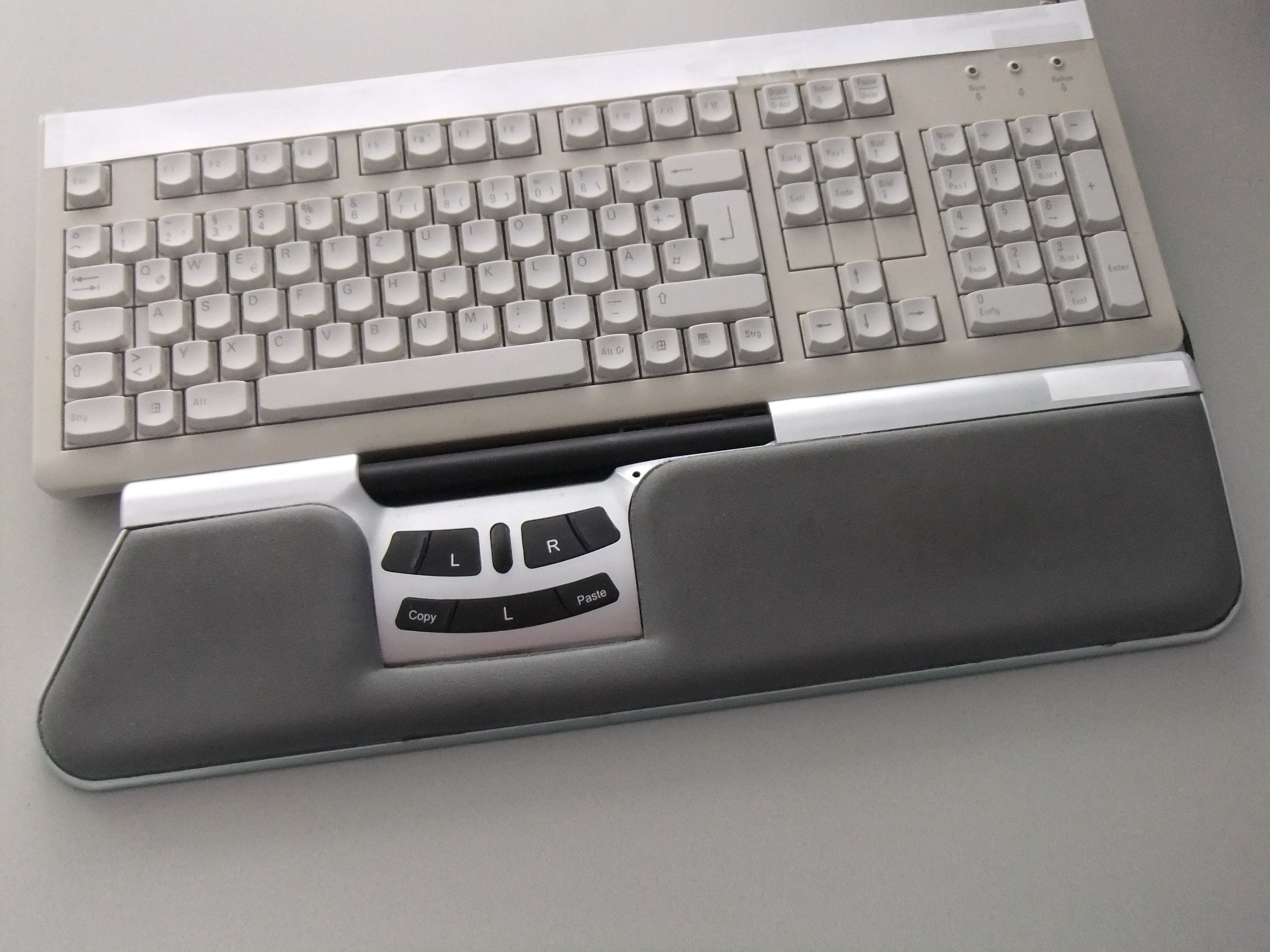
Konventionelle Tastatur und davorliegende Handballenauflage mit integrierter Rollstange (hier schwarz).

Die Rollstangenmaus ist eine ergonomische Weiterentwicklung der konventionellen Computermaus. Sie wird auch als „Rollstab“ oder englisch als „Bar Mouse“, „Roller Bar“ oder „Roller Mouse“ bezeichnet und unterscheidet sich vom Trackball.
Im Zuge zunehmenden Auftretens von nutzungsbedingten Beschwerden (RSI-Syndrom) durch häufige, stereotype Bewegungen (im Englischen: repetitive strain) bei der Nutzung von Computermaus und -tastatur entstand der Bedarf nach alternativen Bedienmöglichkeiten. Durch veränderte Positionierung und Mechanik soll eine Bedienungsüberlastung vermieden oder zumindest reduziert werden.
Die ersten Rollstangenmäuse entstanden in den 1990er Jahren in den USA. In Skandinavien sind sie weit verbreitet, weltweit sind über eine Million Geräte im Einsatz.

## Funktionsweise
Die Rollstange befindet sich unmittelbar vor der Tastatur, eingebettet in einer flachen Handballenauflage. Sie liegt mittig und kann somit sowohl mit der rechten als auch mit der linken Hand bequem bedient werden. Das Bewegen des Cursors auf dem Bildschirm erfolgt durch Drehen oder seitliches Verschieben der Stange. Die Klick- und Doppelklick-Funktion erfolgt über integrierte Sondertasten, deren Belegung optional anpassbar ist. Die Bedienung dieser Sondertasten kann beliebig mit jedem der 10 Finger erfolgen.

## Anwendungsbereiche
Die heutigen Rollstangenmäuse mit ihren individuell belegbaren Sondertasten sind ohne Einschränkung anstelle einer konventionellen Computermaus einsetzbar. Dies gilt sowohl für die gängigen Office-Anwendungen als auch für CAD-Programme für den Maschinenbau. Die motorische Umstellung von Maus auf Rollstangenmaus ist komplikationslos. Neuanwender adaptieren sich auch bei minimaler Einführung unmittelbar an die neue Cursorführung. Bei Bedarf können beide Zeigegeräte auch parallel genutzt werden. Der Anwender hat dann die Wahl, jederzeit zu wechseln oder bei bestimmten Tätigkeiten auf die konventionelle Maus zurückzugreifen.
2008 wurden Computernutzer in einer nichtrepräsentativen Online-Umfrage nach ihren Erfahrungen mit alternativen Zeigegeräten befragt. Von den Nutzern, die mit der konventionellen Computermaus unter heftigen Beschwerden litten, hatten sich 14 % für eine Rollstangenmaus entschieden.
Oft wird das Arbeiten mit einer Rollstangenmaus subjektiv als angenehmer empfunden. Nach einer zweiwöchigen Testphase berichteten Versuchsteilnehmer 2002 über ein deutlich gesenktes Schmerzniveau.

## Muskuläre Vergleichsstudien
Eine schwedisch-amerikanische Studie von 2008 empfiehlt die Benutzung einer Rollstangenmaus bei entsprechenden muskulären Beschwerden. Die Forscher hatten bei zwei Probanden-Gruppen elektromyografische Messungen vorgenommen. Jene Teilnehmer, die nicht eine konventionelle Maus, sondern eine Rollstangenmaus benutzen, zeigten eine signifikant niedrigere Muskelspannung.
Zu ähnlichen Ergebnisse kamen Studien aus den Jahren 2012 und 2013.